# Mihran Damadian
Mihran Damadian (arménien : Միհրան Տամատեան), né en 1863 à Constantinople (Empire ottoman) et mort en 1945 au Caire, est un homme politique, militant et écrivain arménien.

## Biographie
En 1894, Mihran Damadian participe à la révolte du Sassoun.